# Giuseppe Palmieri (economista)
Giuseppe Palmieri (Martignano, 5 maggio 1721 – Napoli, 1º febbraio 1793) è stato un economista italiano attivo a Napoli e nel Salento. È noto soprattutto per aver contribuito e dato l'avvio all'abbattimento del sistema feudale del Regno di Napoli.

## Biografia

Della ricchezza nazionale, 1792

Nato a Martignano, nell'allora Terra d'Otranto, il 5 maggio 1721, fu un'importante personalità dell'Illuminismo italiano. Figlio primogenito di Carlo Antonio Palmieri (1699-1762), terzo marchese di Martignano, e della nobildonna Laura Venneri, originaria di Gallipoli, frequentò a Lecce le scuole dei Gesuiti formandosi poi a Napoli dove intraprese la carriera militare sin dal 1734. A Napoli, all'inizio degli anni 1740, seguì l'insegnamento del famoso economista Antonio Genovesi durante i suoi congedi dall'esercito, imparando anche il francese e il tedesco. In quanto soldato, partecipò all'assedio di Messina (1734) e alla battaglia di Velletri (1744). Nel 1752 raggiunse il grado di tenente colonnello. Da questa esperienza militare nacquero i due tomi delle Riflessioni critiche sull’arte della guerra (1761), apprezzati anche da Federico II di Prussia.
Lasciata le carriera militare nel 1762, ritornò in Terra d'Otranto dove ereditò i possedimenti del defunto padre e si sposò. Divenne un convinto promotore del progresso agricolo del Salento ed un appassionato divulgatore delle scienze economiche, amico dell'agronomo Giovanni Presta. Per diversi anni, a partire dal 1780 ha vissuto nella città di Bitonto dove ebbe una certa fama per via delle sue opere economiche e politiche. Fu in questo periodo che conobbe l'illustre scrittore Francesco Ricci con la quale ebbe diversi dibattiti filosofici ed economici. Tornato in Salento nel 1783, Palmieri fu nominato amministratore delle dogane in Terra d’Otranto. Nel 1787 divenne membro del Supremo Consiglio delle Finanze del Regno di Napoli, consiglio di cui assunse la direzione nel 1791, due anni prima della morte. Grande sostenitore dell'abbattimento del regime feudale, fu promotore di leggi per le scorte di cereali e delle altre derrate alimentari (leggi annonarie) e di riforme di codici e di istituti, nonché promotore dello sviluppo della rete stradale del Regno napoletano. In questi anni di attività governativa collaborò con un altro rappresentante di spicco dell'Illuminismo partenopeo, Gaetano Filangieri.
Morì a Napoli il 1 febbraio 1793.

## Opere
Tra i vari documenti e volumi, principalmente di carattere economico e agricolo, prodotti da Giuseppe Palmieri si ricordano:
- Riflessioni critiche sull'arte della guerra, 1761.
- Riflessioni sulla pubblica felicità relativamente al Regno di Napoli e altri scritti, 1788.
- Pensieri economici, 1789.
- Osservazioni sulla pubblica economia, 1790.
- Della ricchezza nazionale, Napoli, Vincenzo Flauto & Michele Stasi, 1792.